# Кошноруйське сільське поселення
Кошнору́йське сільське поселення (рос. Кошноруйское сельское поселение) — муніципальне утворення у складі Канаського району Чувашії, Росія. Адміністративний центр — присілок Кошноруй.
Станом на 2002 рік існували Кошноруйська сільська рада (село Шигалі, присілки Дальні Сорми, Ірх-Сірми, Кошноруй) та Шоркасинська сільська рада (село Шоркаси, присілки Алаксари, Аслияли, Ближні Сорми, Зеленовка, Пожарбосі, Ямхатіно, Яшкільдіно).

## Населення
Населення — 1665 осіб (2019, 2078 у 2010, 2223 у 2002).

## Склад
До складу поселення входять такі населені пункти:
| Населений пункт        | Населення, осіб (2002) | Населення, осіб (2010) |
| ---------------------- | ---------------------- | ---------------------- |
| Алаксари, присілок     | 152                    | 148                    |
| Аслияли, присілок      | 84                     | 83                     |
| Ближні Сорми, присілок | 294                    | 268                    |
| Дальні Сорми, присілок | 325                    | 328                    |
| Зеленовка, присілок    | 56                     | 39                     |
| Ірх-Сірми, присілок    | 64                     | 65                     |
| Кошноруй, присілок     | 327                    | 261                    |
| Пожарбосі, присілок    | 82                     | 86                     |
| Шигалі, село           | 305                    | 293                    |
| Шоркаси, село          | 252                    | 246                    |
| Ямбахтіно, присілок    | 76                     | 65                     |
| Яшкільдіно, присілок   | 206                    | 199                    |